# Liste der Nummer-eins-Hits in Neuseeland (1978)
Dies ist eine Liste der Nummer-eins-Hits in Neuseeland im Jahr 1978. Sie basiert auf den offiziellen Single und Albums Top 40, die im Auftrag von Recorded Music NZ, dem neuseeländischen Vertreter der IFPI, ermittelt werden. Es gab in diesem Jahr 11 Nummer-eins-Singles und 11 Nummer-eins-Alben.

## Singles
| ← 1977 ← | Liste der Nummer-eins-Hits in Neuseeland | Liste der Nummer-eins-Hits in Neuseeland | Liste der Nummer-eins-Hits in Neuseeland   | 1979 →                    |
| \| Zeitraum \| Wo. ges. \| Interpret \| Titel Autor(en) \| Zusätzliche Informationen \| \| (Zeitraum, Wochen auf Platz eins, Interpret, Titel, Autor[en], zusätzliche Informationen) \| \| \| \| \| \| ----------------------------------------------------------------------------------------- \| -------- \| ---------------------------------- \| ------------------------------------------ \| ------------------------- \| \| 1. Januar 1978 – 18. März 1978 11 Wochen \| 11 \| The Wings \| Mull of Kintyre \| – \| \| 19. März 1978 – 25. März 1978 1 Woche \| 1 \| Samantha Sang \| Emotion \| – \| \| 26. März 1978 – 8. April 1978 2 Wochen \| 2 \| The Bee Gees \| Stayin’ Alive \| – \| \| 9. April 1978 – 6. Mai 1978 4 Wochen \| 4 \| John Rowles \| Tania \| – \| \| 7. Mai 1978 – 10. Juni 1978 5 Wochen \| 5 \| Kate Bush \| Wuthering Heights \| – \| \| 11. Juni 1978 – 8. Juli 1978 4 Wochen \| 4 \| John Travolta & Olivia Newton-John \| You’re the One That I Want \| – \| \| 9. Juli 1978 – 14. Oktober 1978 14 Wochen \| 14 \| Boney M. \| Rivers of Babylon / Brown Girl in the Ring \| – \| \| 15. Oktober 1978 – 11. November 1978 4 Wochen \| 4 \| Exile \| Kiss You All Over \| – \| \| 12. November 1978 – 2. Dezember 1978 3 Wochen \| 3 \| Clout \| Substitute \| – \| \| 3. Dezember 1978 – 23. Dezember 1978 3 Wochen \| 3 \| 10cc \| Dreadlock Holiday \| – \| \| 24. Dezember 1978 – 27. Januar 1979 5 Wochen \| 5 \| The Bee Gees \| Too Much Heaven \| – \| |                                          |                                          |                                            |                           |
| ← 1977 |                                          |                                          |                                            | → 1979 →                  |
| Zeitraum | Wo. ges.                                 | Interpret                                | Titel Autor(en)                            | Zusätzliche Informationen |
| (Zeitraum, Wochen auf Platz eins, Interpret, Titel, Autor[en], zusätzliche Informationen) |                                          |                                          |                                            |                           |
| 1. Januar 1978 – 18. März 1978 11 Wochen | 11                                       | The Wings                                | Mull of Kintyre                            | –                         |
| 19. März 1978 – 25. März 1978 1 Woche | 1                                        | Samantha Sang                            | Emotion                                    | –                         |
| 26. März 1978 – 8. April 1978 2 Wochen | 2                                        | The Bee Gees                             | Stayin’ Alive                              | –                         |
| 9. April 1978 – 6. Mai 1978 4 Wochen | 4                                        | John Rowles                              | Tania                                      | –                         |
| 7. Mai 1978 – 10. Juni 1978 5 Wochen | 5                                        | Kate Bush                                | Wuthering Heights                          | –                         |
| 11. Juni 1978 – 8. Juli 1978 4 Wochen | 4                                        | John Travolta & Olivia Newton-John       | You’re the One That I Want                 | –                         |
| 9. Juli 1978 – 14. Oktober 1978 14 Wochen | 14                                       | Boney M.                                 | Rivers of Babylon / Brown Girl in the Ring | –                         |
| 15. Oktober 1978 – 11. November 1978 4 Wochen | 4                                        | Exile                                    | Kiss You All Over                          | –                         |
| 12. November 1978 – 2. Dezember 1978 3 Wochen | 3                                        | Clout                                    | Substitute                                 | –                         |
| 3. Dezember 1978 – 23. Dezember 1978 3 Wochen | 3                                        | 10cc                                     | Dreadlock Holiday                          | –                         |
| 24. Dezember 1978 – 27. Januar 1979 5 Wochen | 5                                        | The Bee Gees                             | Too Much Heaven                            | –                         |

## Alben
| ← 1977 ← | Liste der Nummer-eins-Hits in Neuseeland | Liste der Nummer-eins-Hits in Neuseeland | Liste der Nummer-eins-Hits in Neuseeland                | 1979 →                    |
| \| Zeitraum \| Wo. ges. \| Interpret \| Titel \| Zusätzliche Informationen \| \| (Zeitraum, Wochen auf Platz eins, Interpret, Titel, zusätzliche Informationen) \| \| \| \| \| \| ------------------------------------------------------------------------------ \| -------- \| ------------------ \| ------------------------------------------------------- \| ------------------------- \| \| 4. Dezember 1977 – 28. Januar 1978 8 Wochen (insgesamt 14) \| 14 \| Fleetwood Mac \| Rumours \| – \| \| 29. Januar 1978 – 4. Februar 1978 1 Woche (insgesamt 3) \| 3 \| Rod Stewart \| Foot Loose & Fancy Free \| – \| \| 5. Februar 1978 – 11. Februar 1978 1 Woche (insgesamt 14) \| 14 \| Fleetwood Mac \| Rumours \| – \| \| 12. Februar 1978 – 18. März 1978 5 Wochen \| 5 \| ABBA \| ABBA – The Album \| – \| \| 19. März 1978 – 25. März 1978 1 Woche \| 1 \| Neil Diamond \| I’m Glad You’re Here with Me Tonight \| – \| \| 26. März 1978 – 8. Juli 1978 15 Wochen (insgesamt 16) \| 16 \| (Soundtrack) \| Saturday Night Fever \| – \| \| 9. Juli 1978 – 15. Juli 1978 1 Woche \| 1 \| Kamahl \| Kamahl \| – \| \| 16. Juli 1978 – 29. Juli 1978 2 Wochen \| 2 \| The Rolling Stones \| Some Girls \| – \| \| 30. Juli 1978 – 5. August 1978 1 Woche \| 1 \| (Soundtrack) \| FM \| – \| \| 6. August 1978 – 12. August 1978 1 Woche (insgesamt 16) \| 16 \| (Soundtrack) \| Saturday Night Fever \| – \| \| 13. August 1978 – 2. September 1978 3 Wochen (insgesamt 16) \| 16 \| (Soundtrack) \| Grease: The Original Soundtrack from the Motion Picture \| – \| \| 3. September 1978 – 9. September 1978 1 Woche \| 1 \| Meat Loaf \| Bat out of Hell \| – \| \| 10. September 1978 – 9. Dezember 1978 13 Wochen (insgesamt 16) \| 16 \| (Soundtrack) \| Grease: The Original Soundtrack from the Motion Picture \| – \| \| 10. Dezember 1978 – 20. Januar 1979 6 Wochen \| 6 \| David Bowie \| Stage \| – \| |                                          |                                          |                                                         |                           |
| ← 1977 |                                          |                                          |                                                         | → 1979 →                  |
| Zeitraum | Wo. ges.                                 | Interpret                                | Titel                                                   | Zusätzliche Informationen |
| (Zeitraum, Wochen auf Platz eins, Interpret, Titel, zusätzliche Informationen) |                                          |                                          |                                                         |                           |
| 4. Dezember 1977 – 28. Januar 1978 8 Wochen (insgesamt 14) | 14                                       | Fleetwood Mac                            | Rumours                                                 | –                         |
| 29. Januar 1978 – 4. Februar 1978 1 Woche (insgesamt 3) | 3                                        | Rod Stewart                              | Foot Loose & Fancy Free                                 | –                         |
| 5. Februar 1978 – 11. Februar 1978 1 Woche (insgesamt 14) | 14                                       | Fleetwood Mac                            | Rumours                                                 | –                         |
| 12. Februar 1978 – 18. März 1978 5 Wochen | 5                                        | ABBA                                     | ABBA – The Album                                        | –                         |
| 19. März 1978 – 25. März 1978 1 Woche | 1                                        | Neil Diamond                             | I’m Glad You’re Here with Me Tonight                    | –                         |
| 26. März 1978 – 8. Juli 1978 15 Wochen (insgesamt 16) | 16                                       | (Soundtrack)                             | Saturday Night Fever                                    | –                         |
| 9. Juli 1978 – 15. Juli 1978 1 Woche | 1                                        | Kamahl                                   | Kamahl                                                  | –                         |
| 16. Juli 1978 – 29. Juli 1978 2 Wochen | 2                                        | The Rolling Stones                       | Some Girls                                              | –                         |
| 30. Juli 1978 – 5. August 1978 1 Woche | 1                                        | (Soundtrack)                             | FM                                                      | –                         |
| 6. August 1978 – 12. August 1978 1 Woche (insgesamt 16) | 16                                       | (Soundtrack)                             | Saturday Night Fever                                    | –                         |
| 13. August 1978 – 2. September 1978 3 Wochen (insgesamt 16) | 16                                       | (Soundtrack)                             | Grease: The Original Soundtrack from the Motion Picture | –                         |
| 3. September 1978 – 9. September 1978 1 Woche | 1                                        | Meat Loaf                                | Bat out of Hell                                         | –                         |
| 10. September 1978 – 9. Dezember 1978 13 Wochen (insgesamt 16) | 16                                       | (Soundtrack)                             | Grease: The Original Soundtrack from the Motion Picture | –                         |
| 10. Dezember 1978 – 20. Januar 1979 6 Wochen | 6                                        | David Bowie                              | Stage                                                   | –                         |